# ルクレティア (クラナッハ)
『ルクレティア』（独: Lucretia、英: Lucretia）は、ドイツ・ルネサンス期の画家ルーカス・クラナッハ (父) が1510-1513年ごろ、菩提樹板上にテンペラと油彩で制作した絵画で、画家が個人の顧客のために描いた官能的な歴史画の一例である。世俗的主題の中でクラナッハが生涯に多く手がけた古代ローマの歴史上の女性ルクレティアを主題としており、画家と工房による50点以上の同主題作のうち最初の一作と考えられる。作品は個人蔵となっている。

## 主題
古代ローマの歴史家ティトゥス・リヴィウスの『ローマ建国史』には、ルキウス・タルクィニウス・コッラティヌスの美しい妻ルクレティアの悲劇が記されている。彼女は王の息子により凌辱された後、自身の尊厳を守るために自害してしまう。その後、ルクレティアの兄弟は復讐を誓い、加害者の男を殺害した。この出来事は、ローマを王政から共和制に移行させる結果を招いた。
ルクレティアの図像はキリスト教世界の伝統に取り込まれ、彼女は結婚の忠誠や貞節を擁護する存在となる。ルクレティアの主題はクラナッハの工房で最も好まれた主題の1つとして、彼女が自身の胸に短剣を突き刺して自害するという場面が繰り返し描かれた。

## 作品
本作は、クラナッハの一連のルクレティアの絵画で最初期のものと考えられる。それは弟子のハンス・デーリングが制作した本作の複製がヴィースバーデンに現存し、1515年の年記が認められるからである。
本作のルクレティアは4分の3全身像で表され、短剣を胸に突き付けている。彼女は黒字の背景の前に立っており、そのため鑑賞者の視線は光に照らし出された彼女の顔、そして何よりも彼女の胸に導かれる。彼女は豪華なビロードのマントをはだけ、大きなネックレスの下にある胸をさらけ出しているが、着衣とも裸体ともつかない微妙な姿を見せている。
クラナッハは、人文主義者クリストフ・ショイルルを介してフランチェスコ・フランチャの『ルクレティア』の図像を知っていたと思われる。フランチャの作品で、ルクレティアは定型的な点を仰ぎ見る仕草が見られる。しかし、クラナッハの絵画はエロティックな性格を有しており、ルクレティアの自害という物語を説明的に描写する絵画的伝統から離れ、鑑賞者の感覚に訴えるような表現を持つ。

## ギャラリー

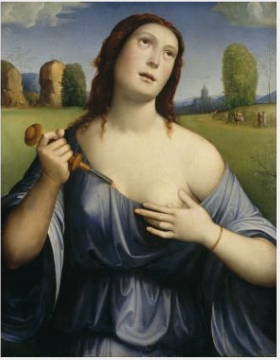
フランチェスコ・フランチャ『ルクレティア』、アイルランド国立美術館、1506年
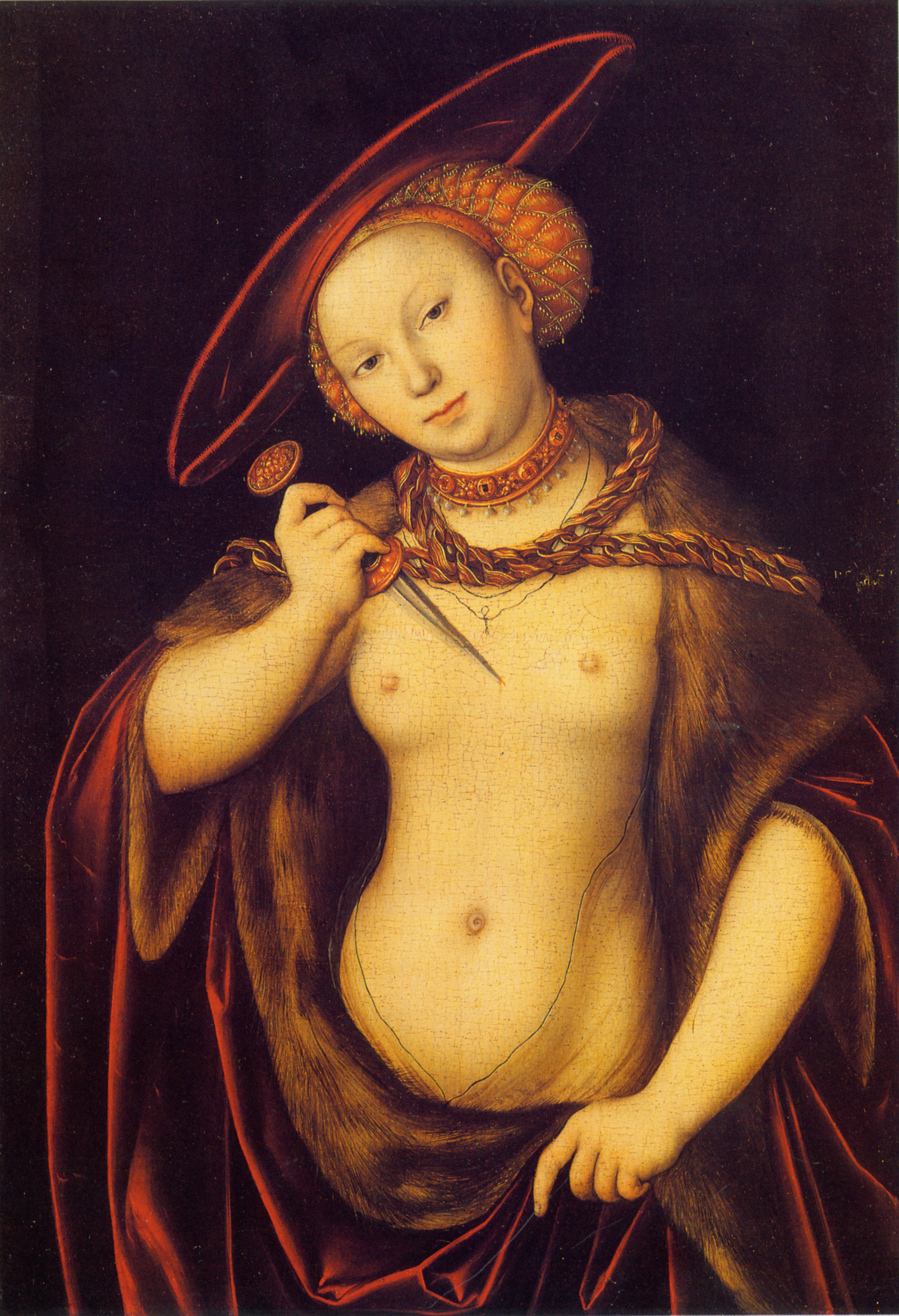
ルーカス・クラナッハ『ルクレティア』、個人蔵、1525年
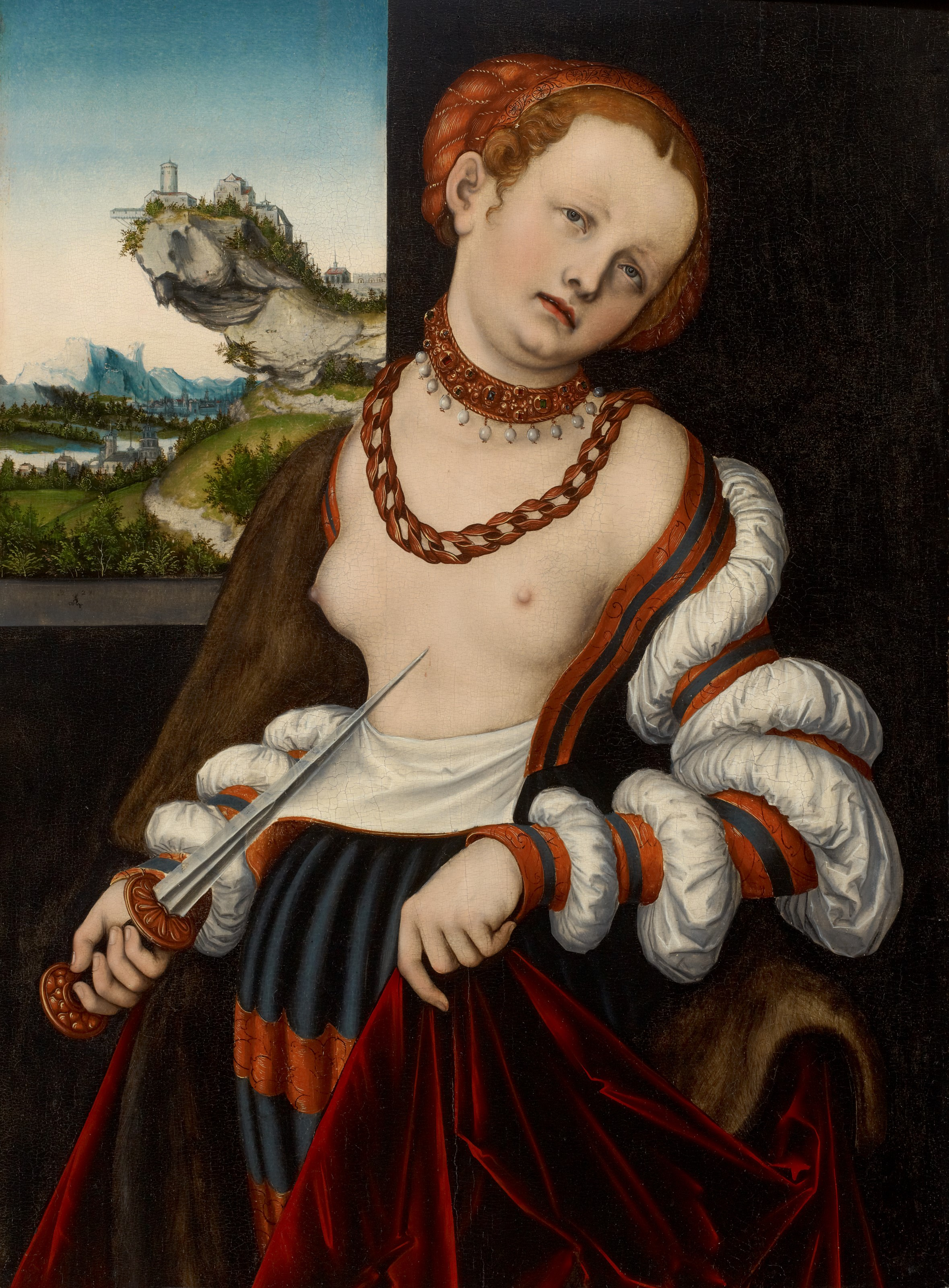
ルーカス・クラナッハ『ルクレティア』、ヒューストン美術館、1529年
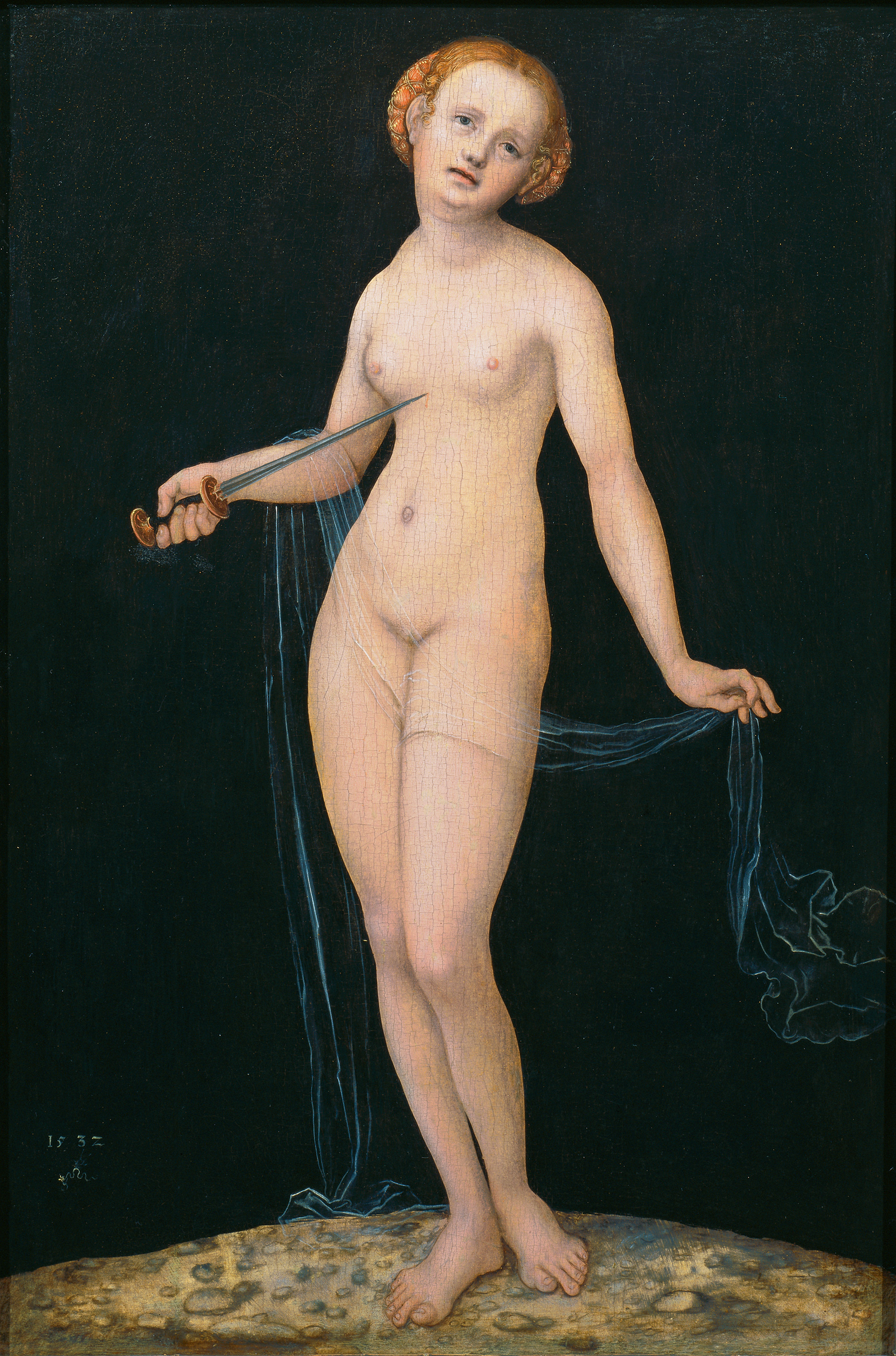
ルーカス・クラナッハ『ルクレティア』、ウィーン美術アカデミー、1532年